# Erythronium
Genre
Classification phylogénétique
Erythronium est un genre de plantes herbacées de la famille des Liliaceae.

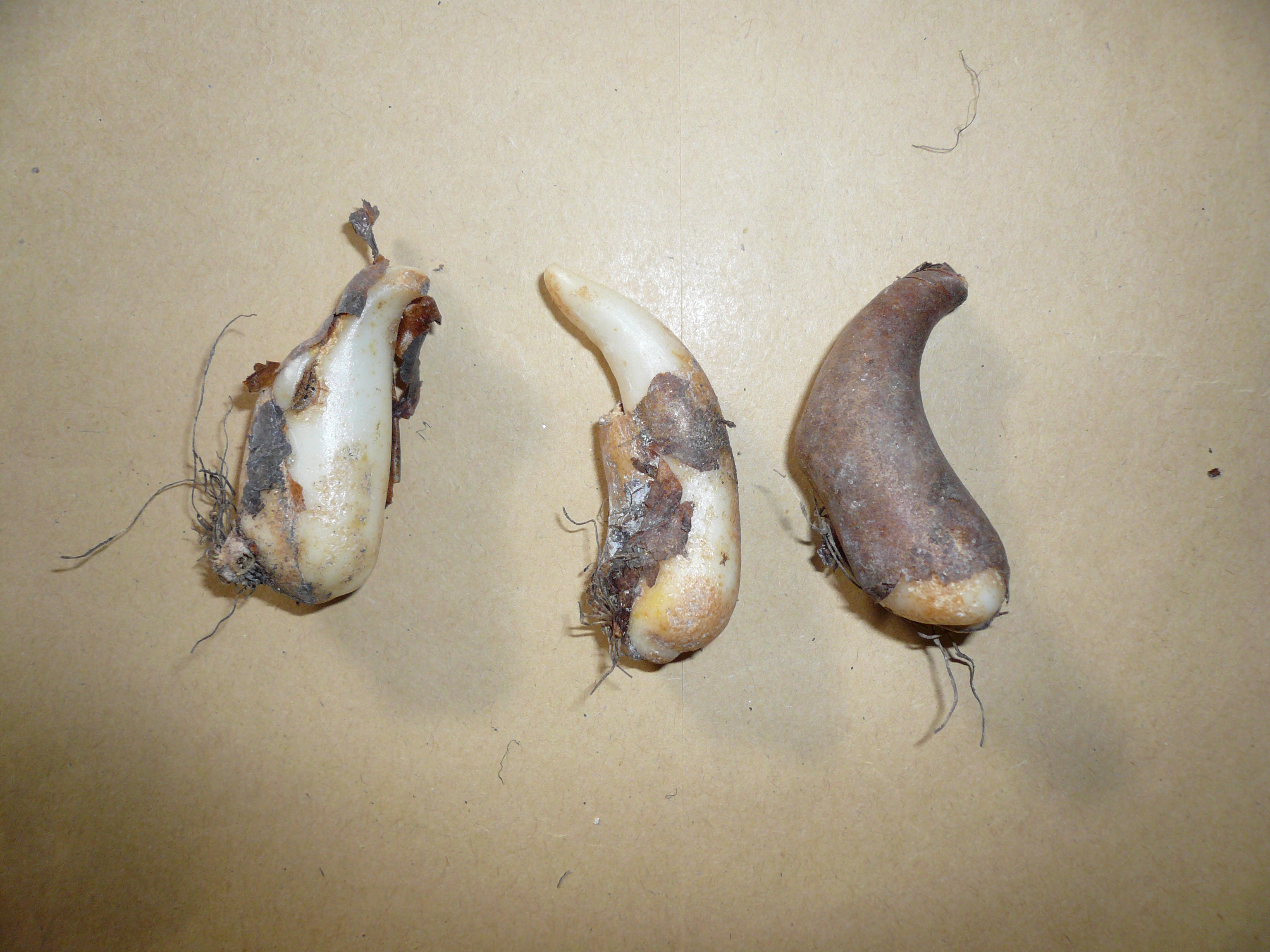
Bulbes de Erythronium 'White Beauty'.

Ces espèces sont parfois appelées « dent-de-chien » en raison de leur bulbe qui ressemble à une canine de chien ou parfois, pour les anglophones, « trout lily » car les feuilles de plusieurs espèces ont des taches un peu comme une truite arc-en-ciel. 
Il en existe 20 à 30 espèces selon les auteurs. On en distingue généralement 27 à l'heure actuelle. Une seule est indigène en Europe (Erythronium dens-canis), trois en Asie. Les autres espèces sont toutes américaines, la majorité étant indigènes dans l'ouest de l'Amérique du Nord.
Ces plantes bulbeuses sont à floraison printanière. Leurs fleurs qui ressemblent à celles de lys miniatures, apparaissent seules ou en petit nombre sur une tige nue.

## Liste des espèces
32 espèces sont acceptées à l'heure actuelle dans ce genre :
- Erythronium albidum Nutt.
- Erythronium americanum Ker Gawl.
- Erythronium californicum Purdy
- Erythronium caucasicum Woronow
- Erythronium citrinum S.Watson
- Erythronium dens-canis L. - Érythronium Dent-de-chien, Érythrone Dent-de-chien
- Erythronium elegans P.C.Hammond & K.L.Chambers
- Erythronium grandiflorum Pursh
- Erythronium helenae Applegate
- Erythronium hendersonii S.Watson
- Erythronium howellii S.Watson
- Erythronium idahoense H.St.John & G.N.Jones
- Erythronium japonicum Decne.
- Erythronium klamathense Applegate
- Erythronium krylovii Stepanov
- Erythronium mesochoreum Knerr
- Erythronium montanum S.Watson
- Erythronium multiscapideum (Kellogg) A.Nelson & P.B.Kenn.
- Erythronium oregonum Applegate
- Erythronium pluriflorum Shevock, Bartel & G.A.Allen
- Erythronium propullans A.Gray
- Erythronium purpurascens S.Watson
- Erythronium pusaterii (Munz & J.T.Howell) Shevock, Bartel & G.A.Allen
- Erythronium quinaultense G.A.Allen
- Erythronium revolutum Sm.
- Erythronium rostratum W.Wolf
- Erythronium sajanense Stepanov & Stassova
- Erythronium sibiricum (Fisch. & C.A.Mey.) Krylov
- Erythronium sulevii (Rukšans) Stepanov
- Erythronium taylorii Shevock & G.A.Allen
- Erythronium tuolumnense Applegate
- Erythronium umbilicatum C.R.Parks & Hardin

## Les espèces par répartition géographique

### Les espèces eurasiatiques
- Erythronium dens-canis L. - la seule espèce européenne, est originaire des montagnes du sud de l’Europe. Elle a des feuilles joliment tachetées et une fleur rose à gorge plus foncée et à étamines pourpres au sommet d’une tige de 10 cm.
- Erythronium caucasicum Woronow - originaire du Caucase et du nord de l’Iran, a une fleur blanche à étamines jaunes.
- Erythronium krylovii Stepanov est endémique des régions de Tuva et de Krasnoyarsk en Sibérie
- Erythronium sajanense Stepanov & Stassova est endémique de la région de Krasnoyarsk en Sibérie
- Erythronium sibiricum (Fisch. & C.A.Mey.) Krylov - originaire d’Asie Centrale, surtout les monts Altaï, a une fleur rose à gorge blanche et à étamines jaunes.
- Erythronium sulevii (Rukšans) Stepanov est endémique des monts Altai
- Erythronium japonicum Decne. - originaire du Japon, a des feuilles immaculées et une plus grande fleur rose foncé.

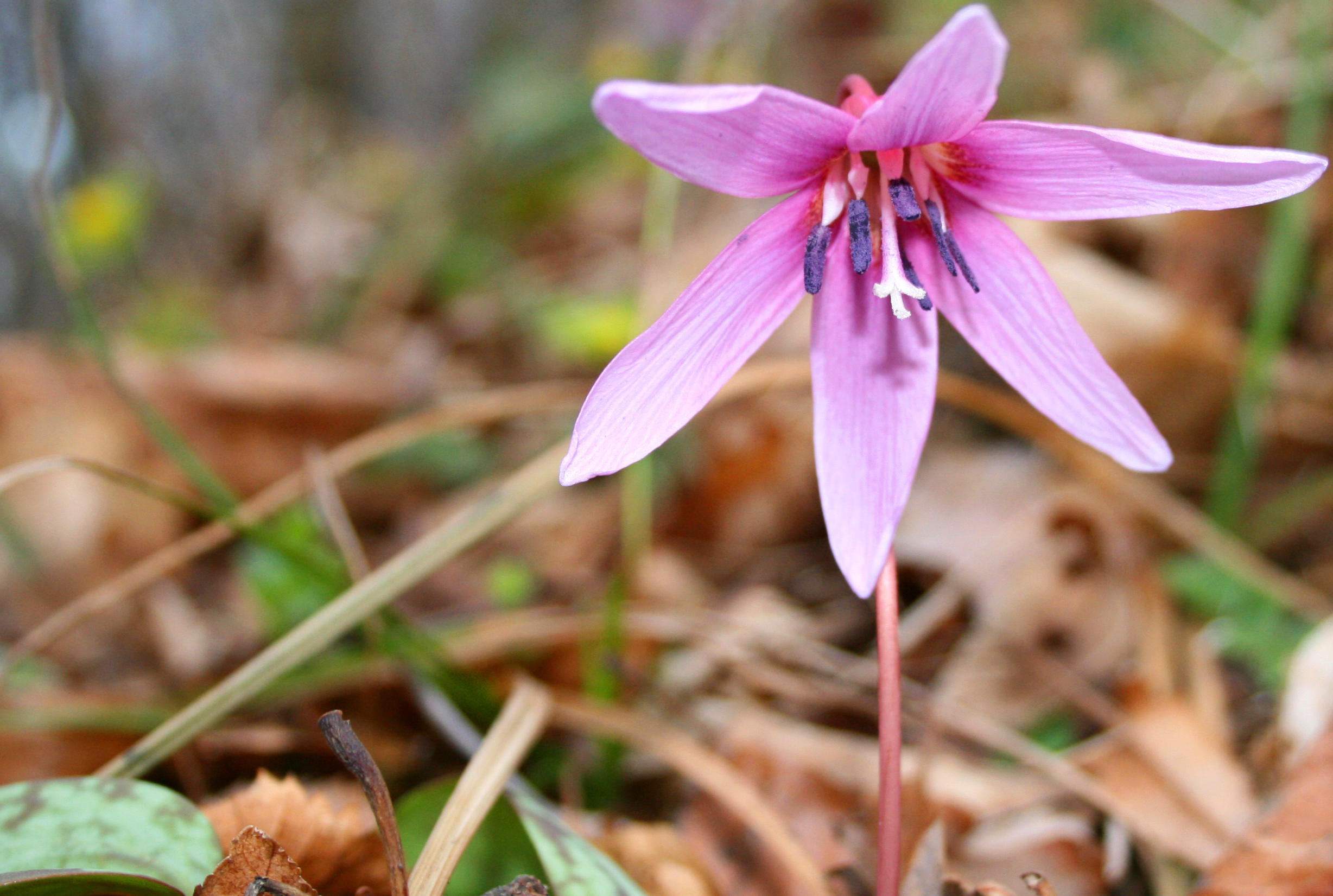
Erythronium dens-canis
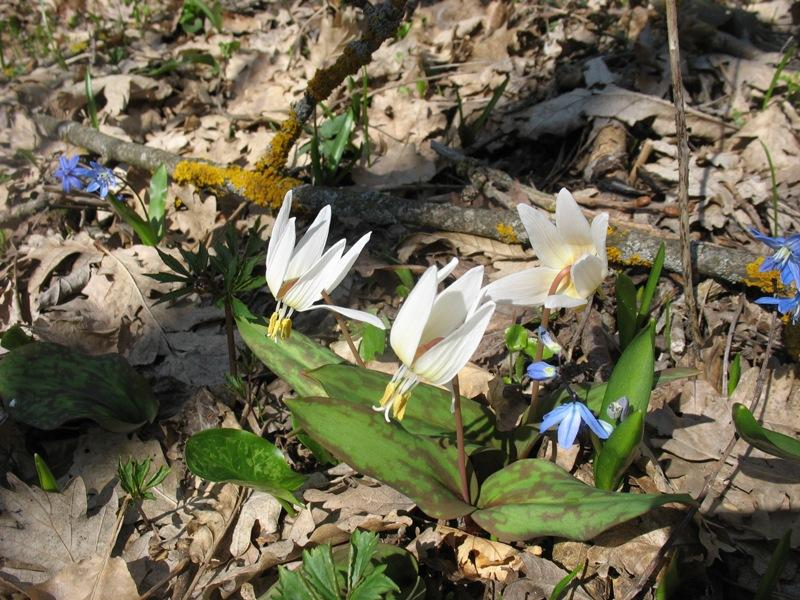
Erythronium caucasicum
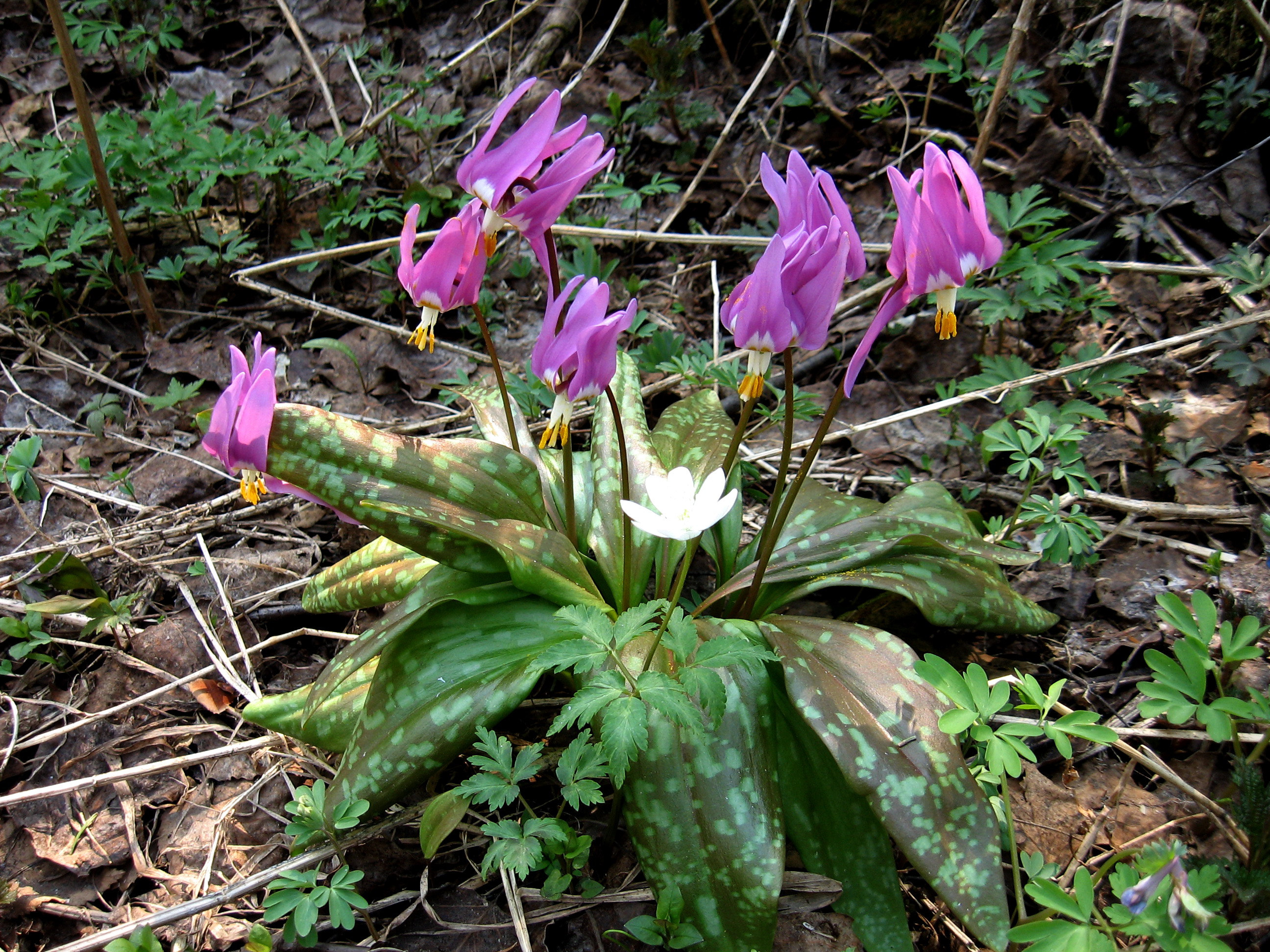
Erythronium sajanense
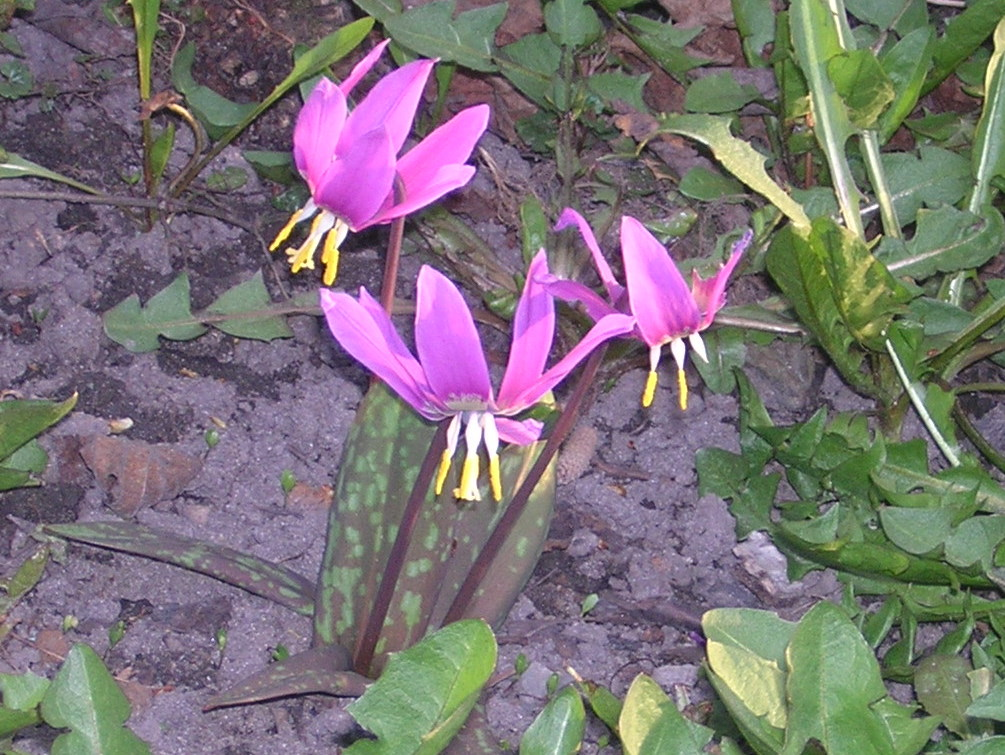
Erythronium sibiricum
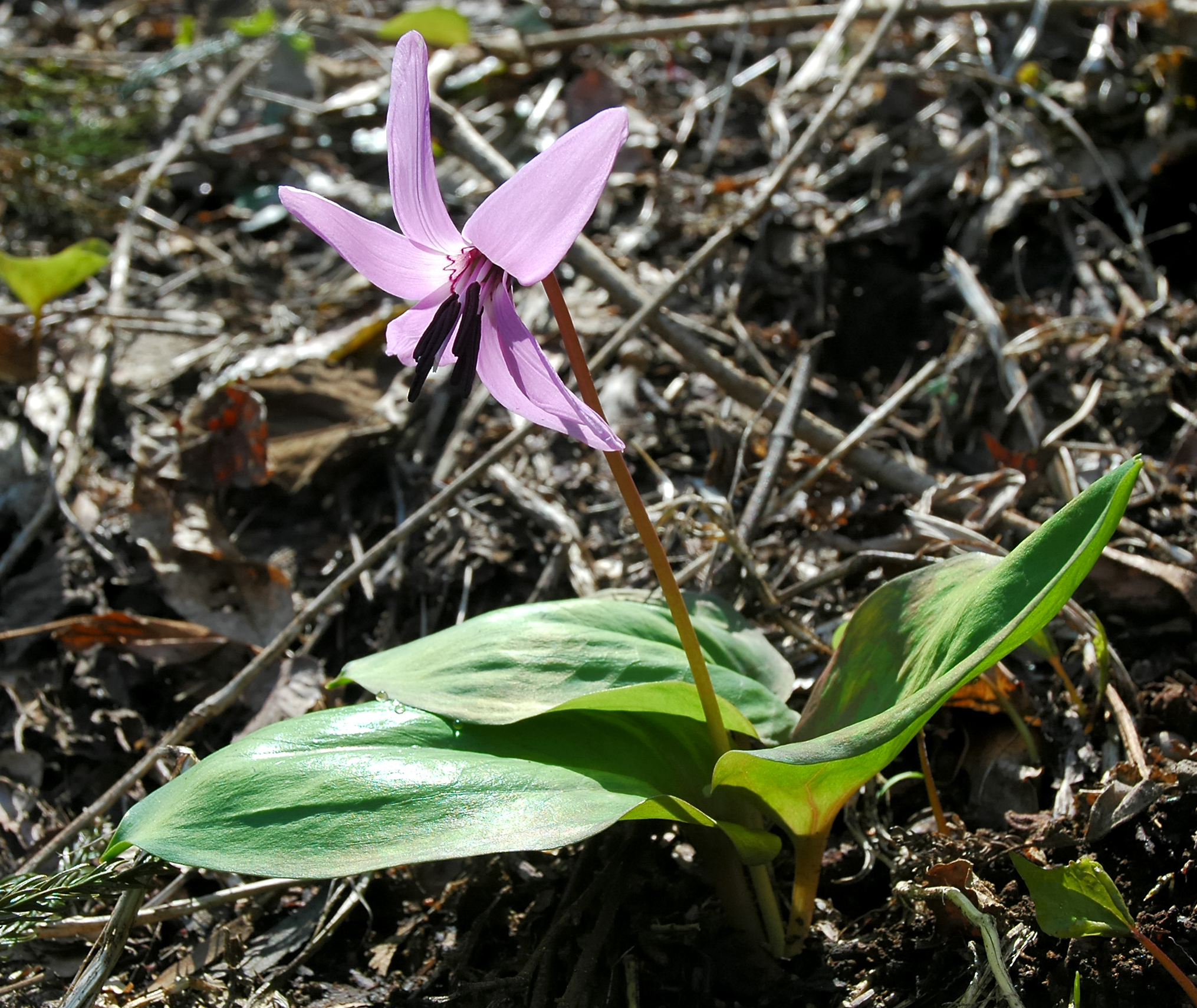
Erythronium japonicum

### Les espèces de l’Est de l'Amérique du Nord
Tout comme les espèces eurasiatiques les espèces de l’est de l'Amérique du Nord ont des tiges uniflores. Leurs feuilles sont en général tachetées.
- Espèces à fleur blanche ou rose :
  - Erythronium albidum Nutt. - une espèce naine du nord-est des États-Unis et du Canada, a une fleur blanche à gorge jaune et à étamines de couleur crème.
  - Erythronium mesochoreum Knerr - une espèce similaire du Midwest, a des feuilles vertes ou faiblement tachetées et une fleur blanche à rosée, qui reste souvent peu ouverte.
  - Erythronium propullans A.Gray - une espèce rare du Minnesota à feuilles également vertes ou faiblement tachetées, a une petite fleur d’un rose plus ou moins profond, rarement blanche.
- Espèces à fleur jaune :
  - Erythronium americanum Ker-Gawl. - une espèce répandue, a une fleur jaune à gorge à taches plus foncées.
  - Erythronium rostratum W.Wolf - une espèce semblable de l’Alabama et du Tennessee, s’en distingue par la présence d’oreillettes à la base des tépales.
  - Erythronium umbilicatum C.R.Parks & Hardin - originaire de la Virginie Occidentale et de la Caroline du Nord, a des feuilles joliment tachetées et une fleur jaune or, à taches brun rouge à la face externe.

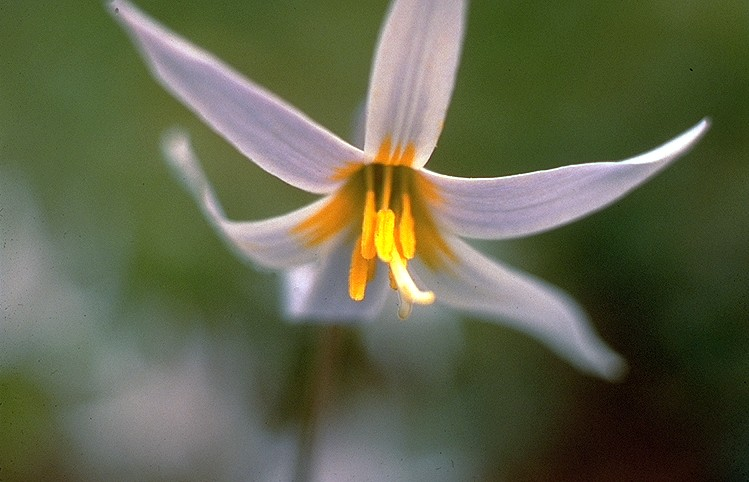
Erythronium albidum
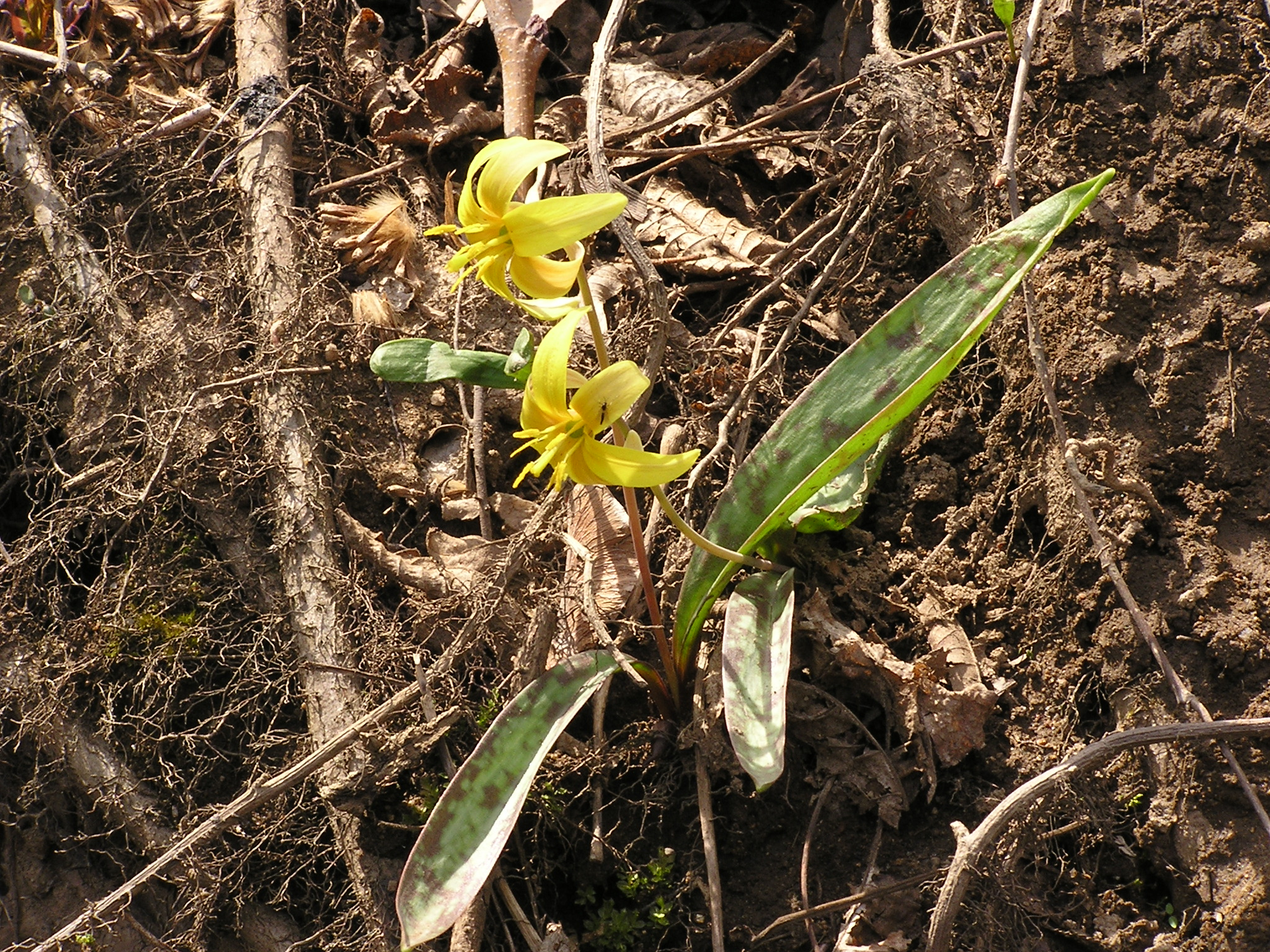
Erythronium americanum
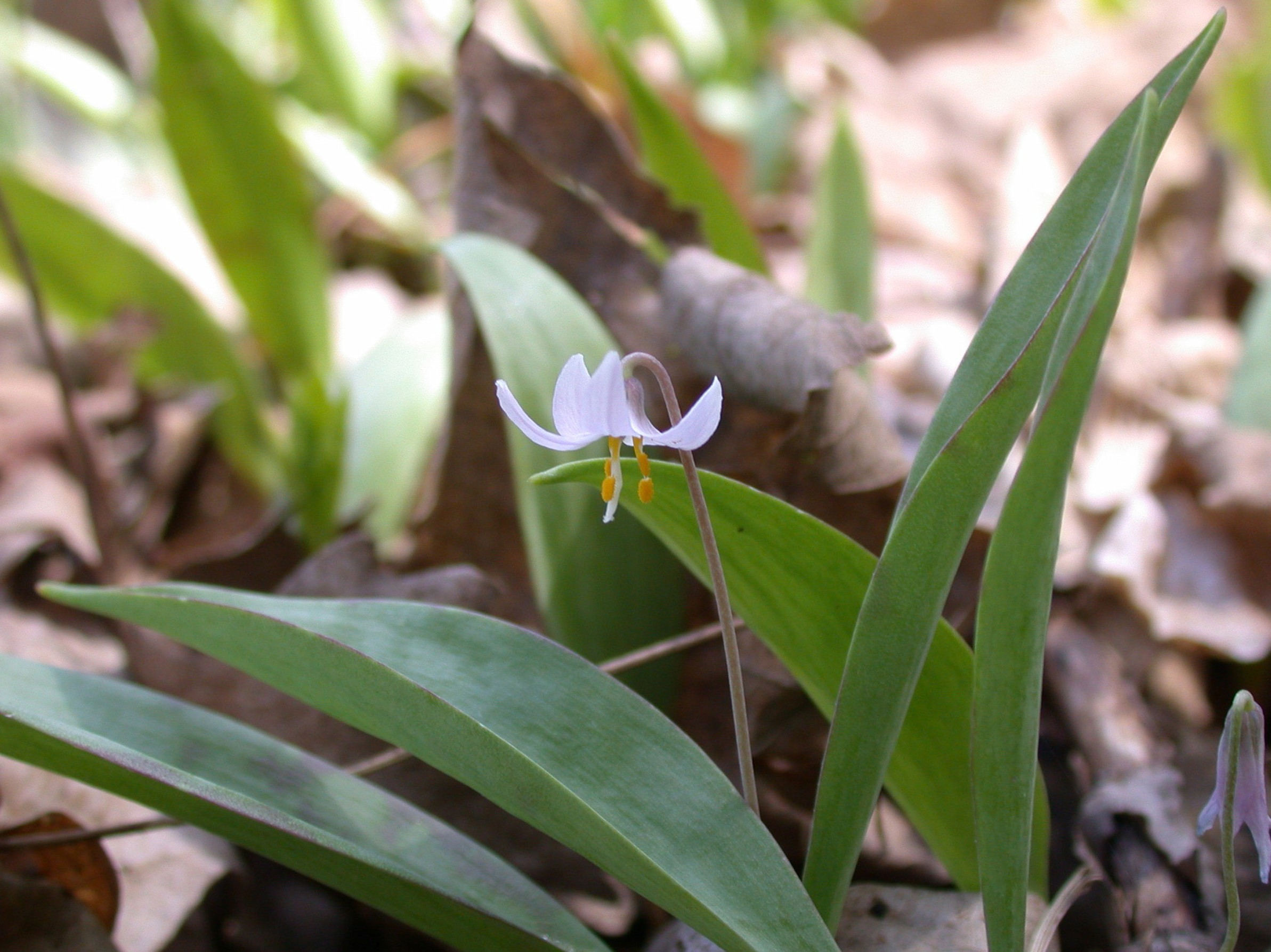
Erythronium propullans
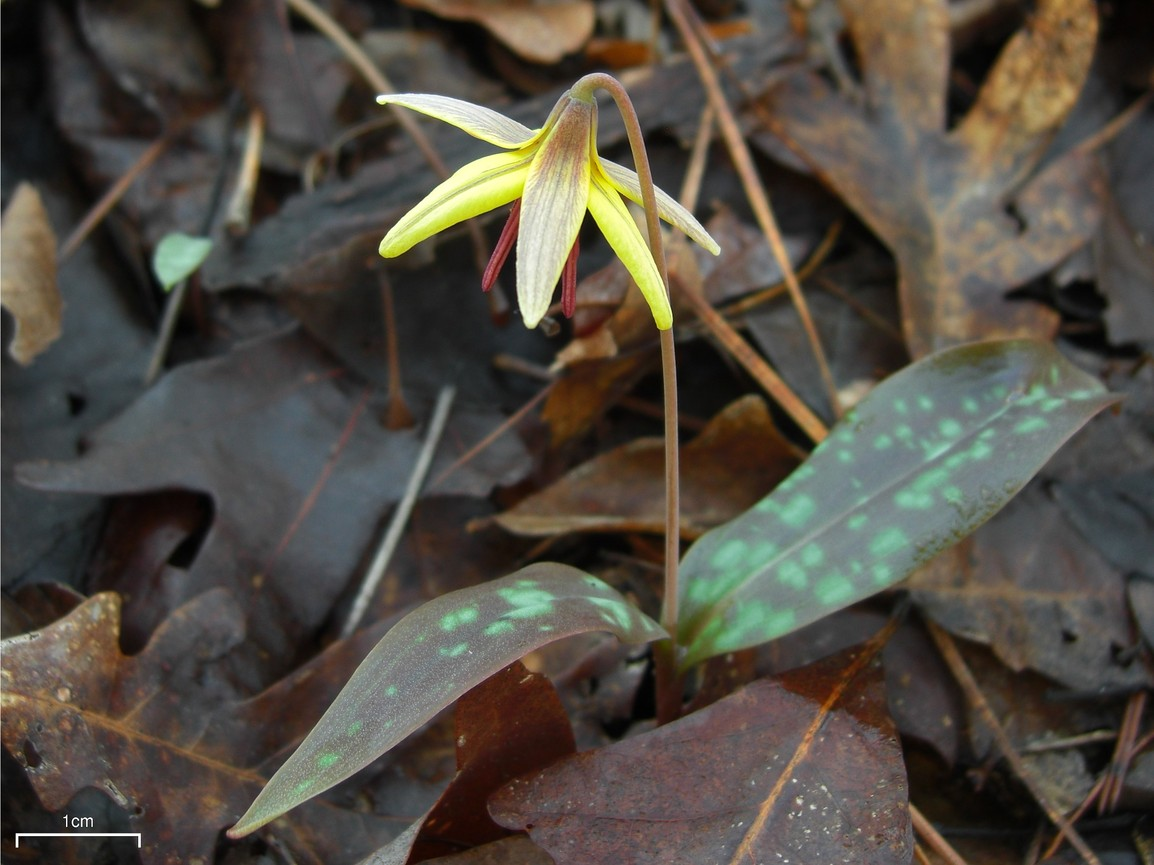
Erythronium umbilicatum

### Les espèces de l’Ouest de l'Amérique du Nord
Les espèces de l’Ouest de l'Amérique du Nord ont généralement plusieurs fleurs par tige. À l’exception de celles à fleurs jaunes et de quelques-unes à fleurs blanches ces espèces ont souvent des feuilles joliment marbrées. Elles sont principalement originaires des monts Côtiers et de la zone subalpine des monts Cascade (Oregon) et de la Sierra Nevada (Californie).

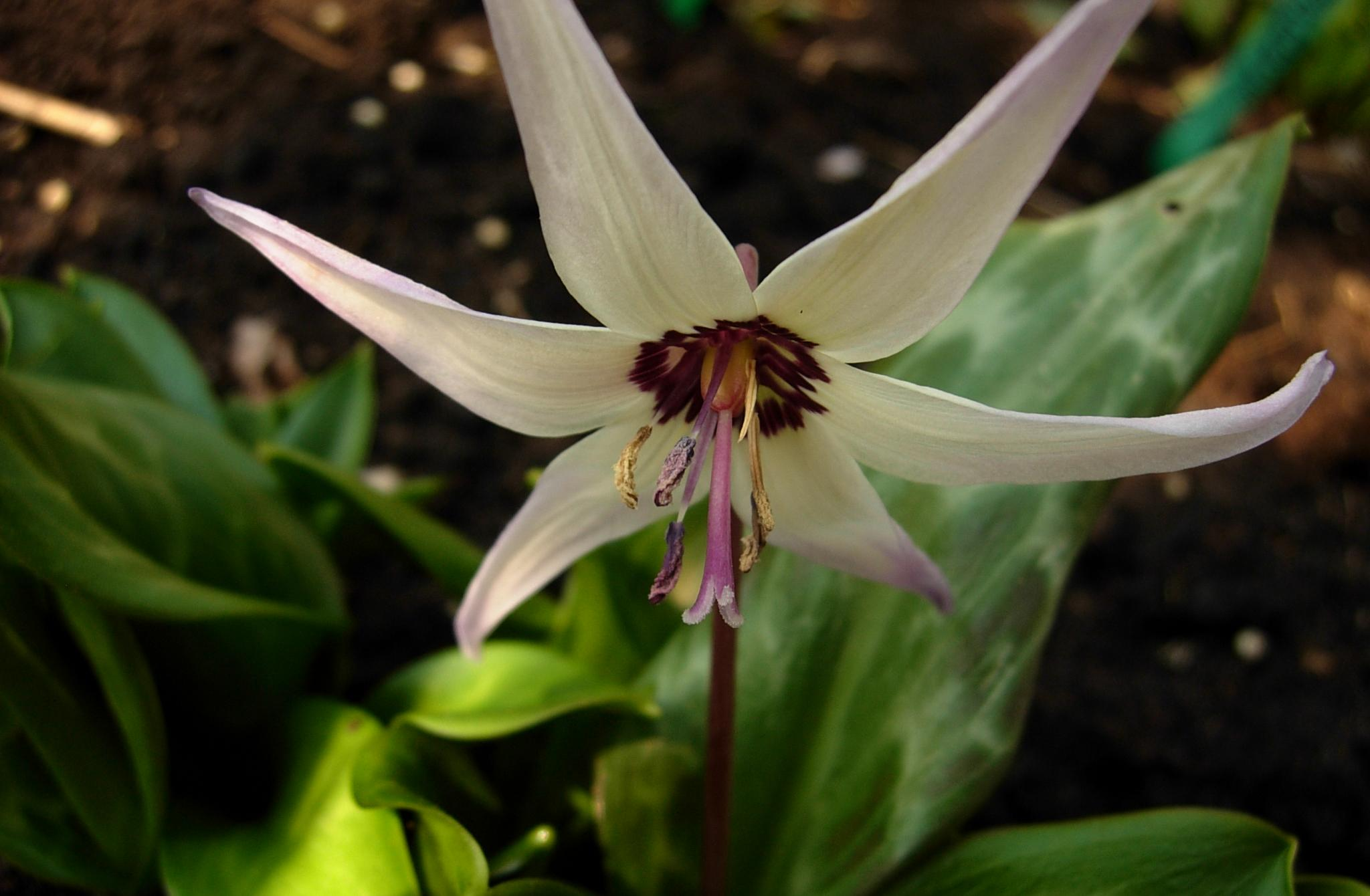
Erythronium hendersonii

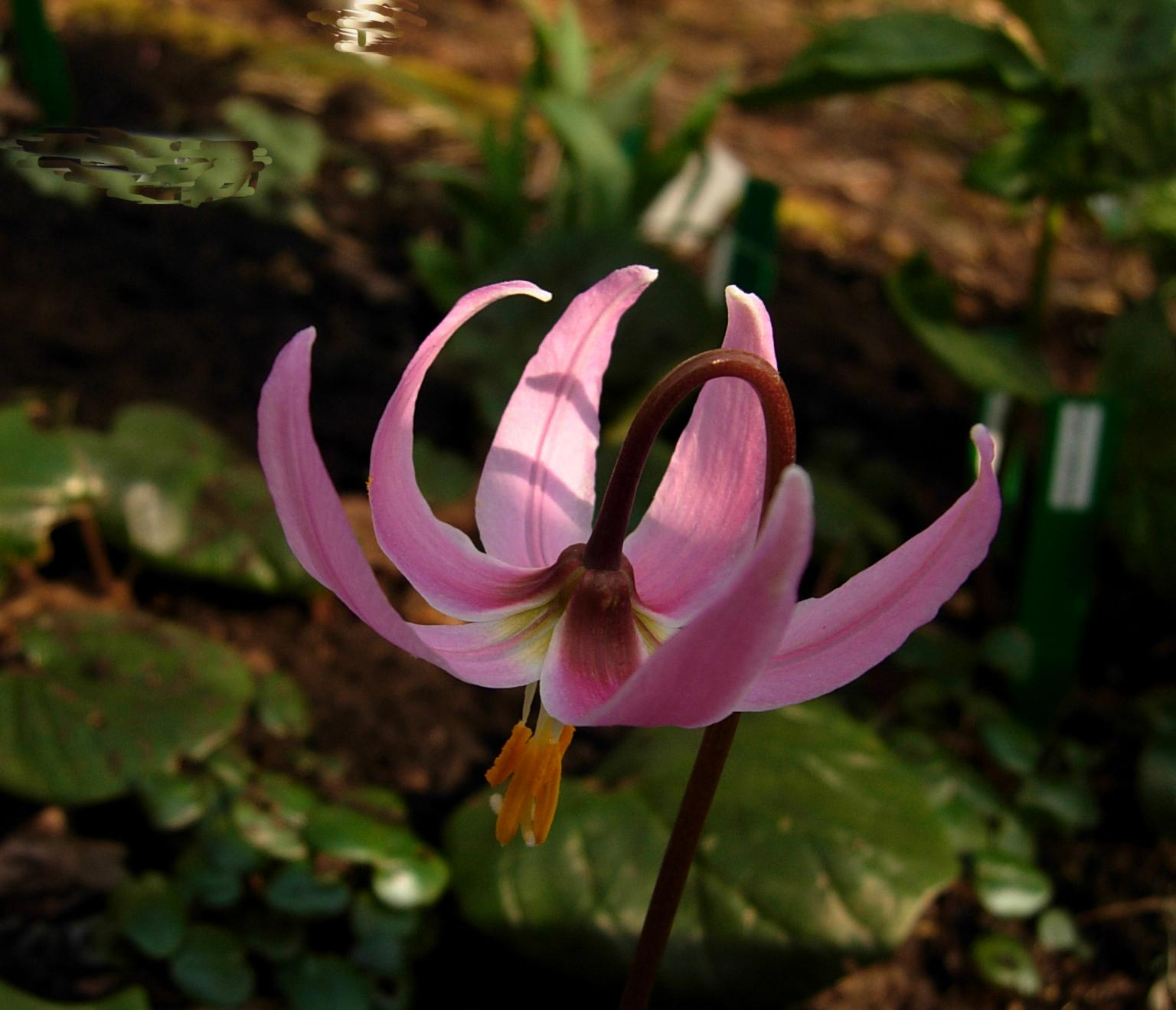
Erythronium revolutum

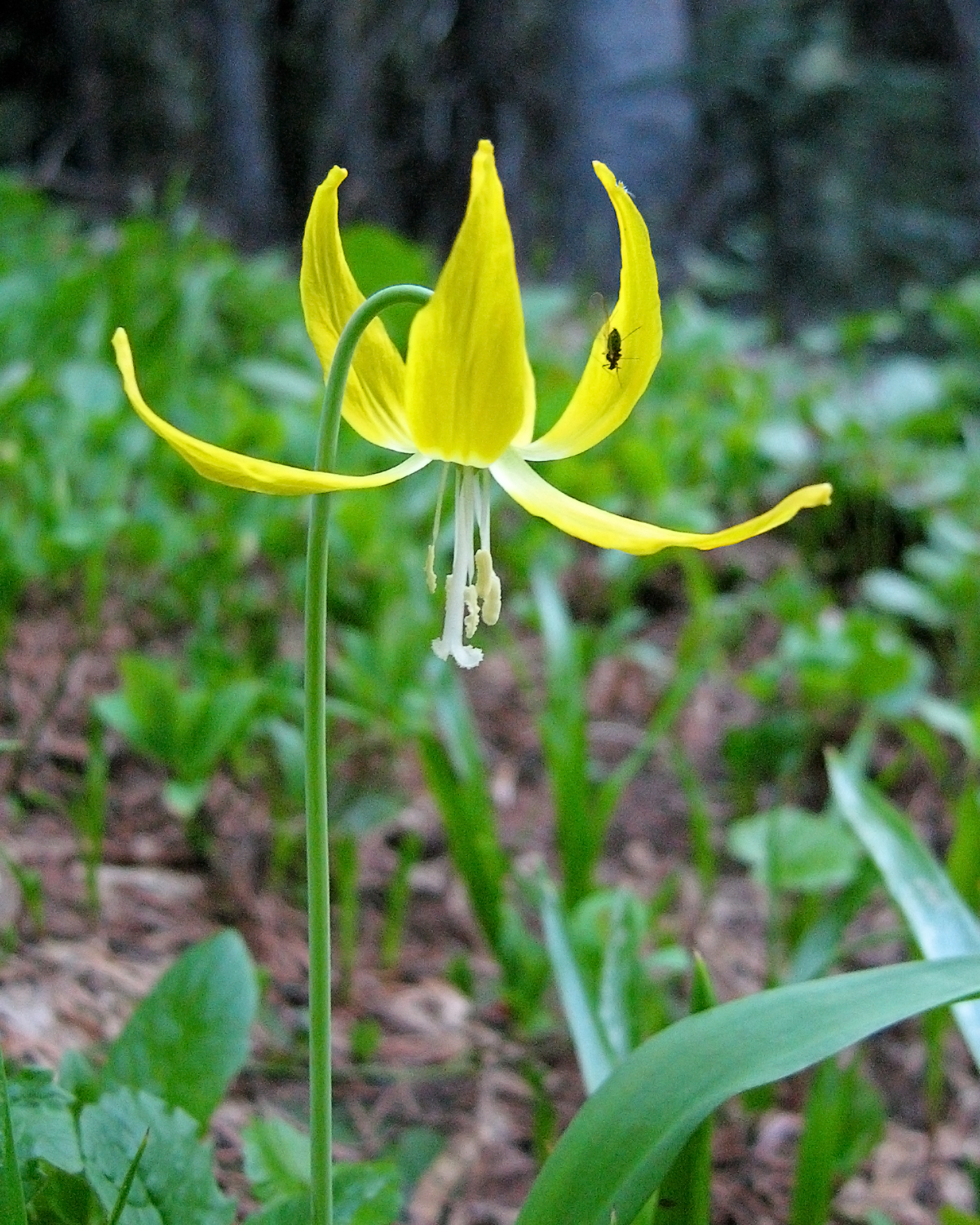
Erythronium grandiflorum

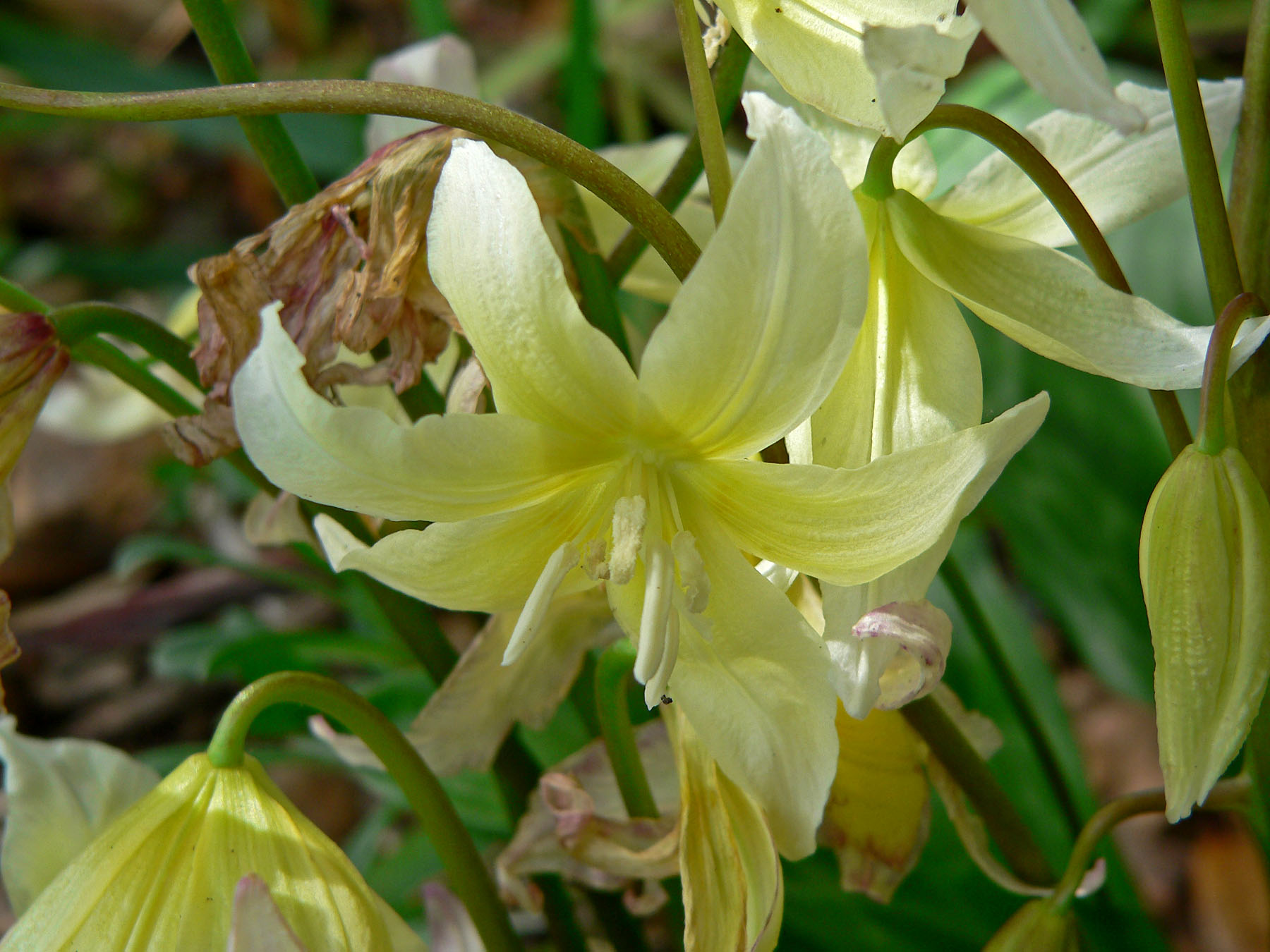
Erythronium californicum

- Espèces à fleurs blanches ou roses:
  - Erythronium elegans P.C. Hammond & K.L. Chambers - originaire des monts Côtiers de l’Oregon a de grandes fleurs blanches à rosées.
  - Erythronium hendersonii S. Watson - originaire des monts Siskyiou a des fleurs rose lavande à gorge et étamines pourpres.
  - Erythronium klamathense Applegate - originaire de la région à cheval sur l’Oregon et la Californie a des feuilles immaculées et des fleurs blanches à gorge verdâtre.
  - Erythronium revolutum Sm. - originaire des monts Côtiers depuis le Canada jusqu’au centre de la Californie, a des fleurs blanches ou roses à gorge et étamines jaunes.
  - Erythronium montanum S. Watson - originaire de la zone alpine des monts Cascade a des feuilles immaculées et de jolies fleurs blanches à gorge orange.
  - Erythronium quinaultense G.A. Allen - Découvert dans les monts Olympiques dans l'État de Washington, au début des années 2000. Ce taxon a des tépales blancs lavés de lilas à la base. Selon certains auteurs, ce serait un hybride naturel Erythronium montanum × Erythronium revolutum.

- Espèces à fleurs jaunes:
  - Erythronium grandiflorum Pursh - originaire des monts Cascade et des montagnes Rocheuses a de grandes fleurs jaunes avec des oreillettes à la base des tépales.
  - Erythronium tuolumnense Applegate - originaire des régions à plus basse altitude en Californie a des fleurs semblables à gorge verdâtre.
  - Erythronium pluriflorum Shevock, Bartel & G.A. Allen - originaire de la Sierra Nevada a jusqu’à 10 plus petites fleurs par tige.
- Espèces à fleurs crème: Les 10 autres espèces, très semblables, ont des fleurs de couleur crème à gorge généralement jaune.
  - Erythronium californicum Purdy - originaire des monts Côtiers de Californie a des fleurs avec un anneau jaune à brun à la gorge et des étamines blanches.
  - Erythronium citrinum S. Watson (Syn. : Erythronium howellii S.Watson) - originaire de la région à cheval sur l’Oregon et la Californie a des oreillettes à la base et une gorge jaune ou orangée.
  - Erythronium helenae Applegate - originaire des monts Côtiers de la Californie centrale a de grandes fleurs à oreillettes basales, et une gorge et des étamines jaunes.
  - Erythronium howellii S. Wats. - Ce taxon endémique des monts Siskyou (Sud de l'Orégon et Nord de la Californie) a des fleurs blanchâtres à gorge jaune
  - Erythronium idahoense H. St.John & G.N. Jones (Syn. Erythronium grandiflorum subsp. candidum Piper)  - Ce taxon endémique de la région de Palouse (Est de l'État de Washington et nord de l'Idaho) a des fleurs crème à gorge verdâtre.
  - Erythronium multiscapoideum (Kellogg) A. Nelson & P.B. Kenn. - originaire des régions à basse altitude de la Sierra Nevada est presque acaule avec jusqu’à 12 fleurs à gorge jaune et étamines blanches.
  - Erythronium oregonum Applegate - originaire des États du nord-ouest et de la Colombie-Britannique. Elle ressemble à Erythronium californicum. Elle s’en distingue par ses oreillettes basales et ses étamines généralement jaunes à filets aplatis.
  - Erythronium purpurascens S. Watson - originaire des monts Cascade et de la Sierra Nevada a des feuilles immaculées et des fleurs à gorge jaune, qui deviennent pourprées lorsqu’elles se fanent.
  - Erythronium pusaterii (Munz & J.T. Howell) Shevock, Bartel & G.A.Allen - originaire de la Sierra Nevada a des feuilles immaculées et de tiges atteignant 45 cm à fleurs à gorge jaune vif et à oreillettes basales.
  - Erythronium taylorii Shevock & G.A. Allen - Une espèce rare de la Sierra Nevada qui a été découverte en 1995, ressemble à la précédente en plus petit.

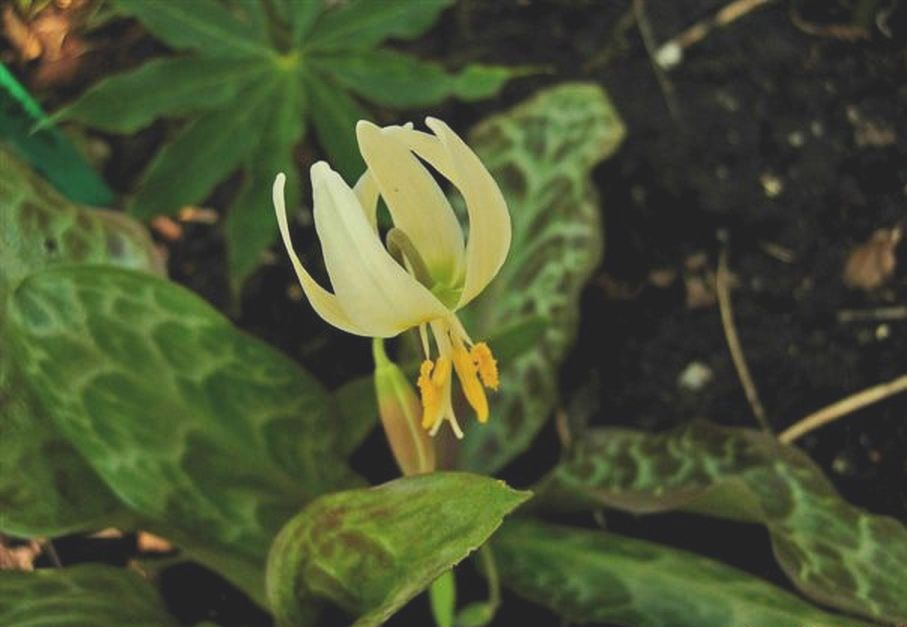
Erythronium citrinum
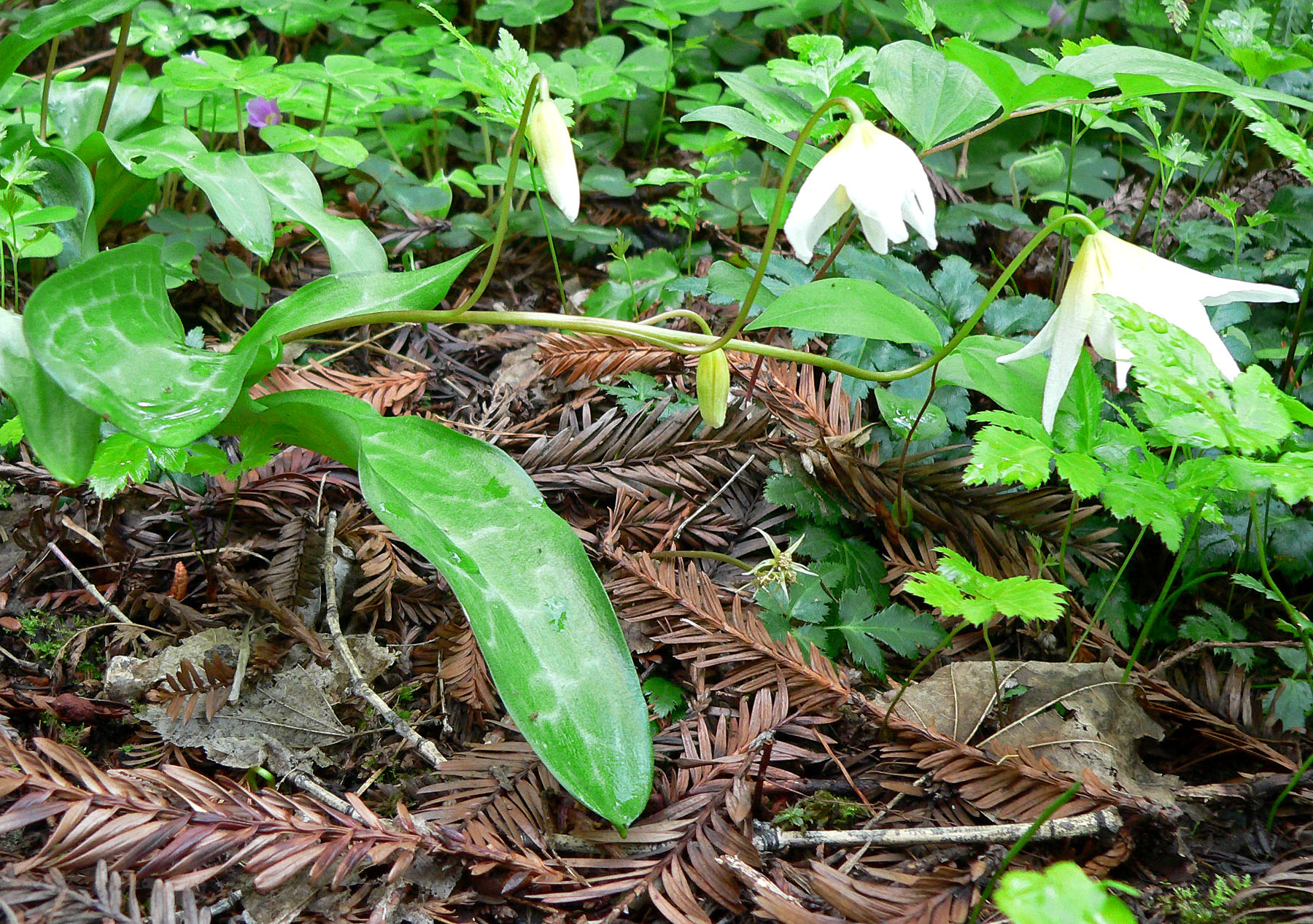
Erythronium helenae
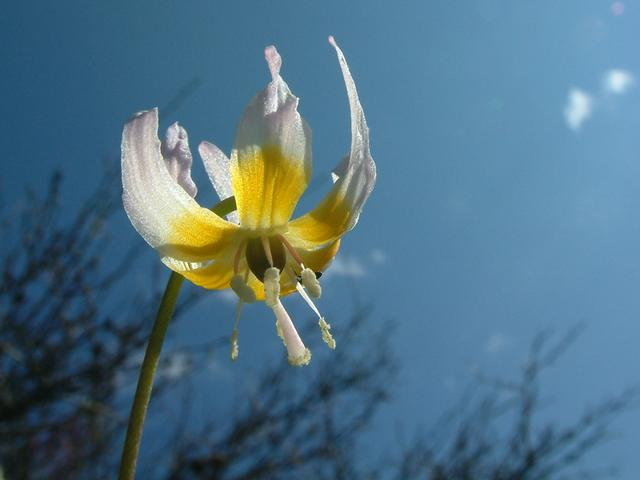
Erythronium klamathense
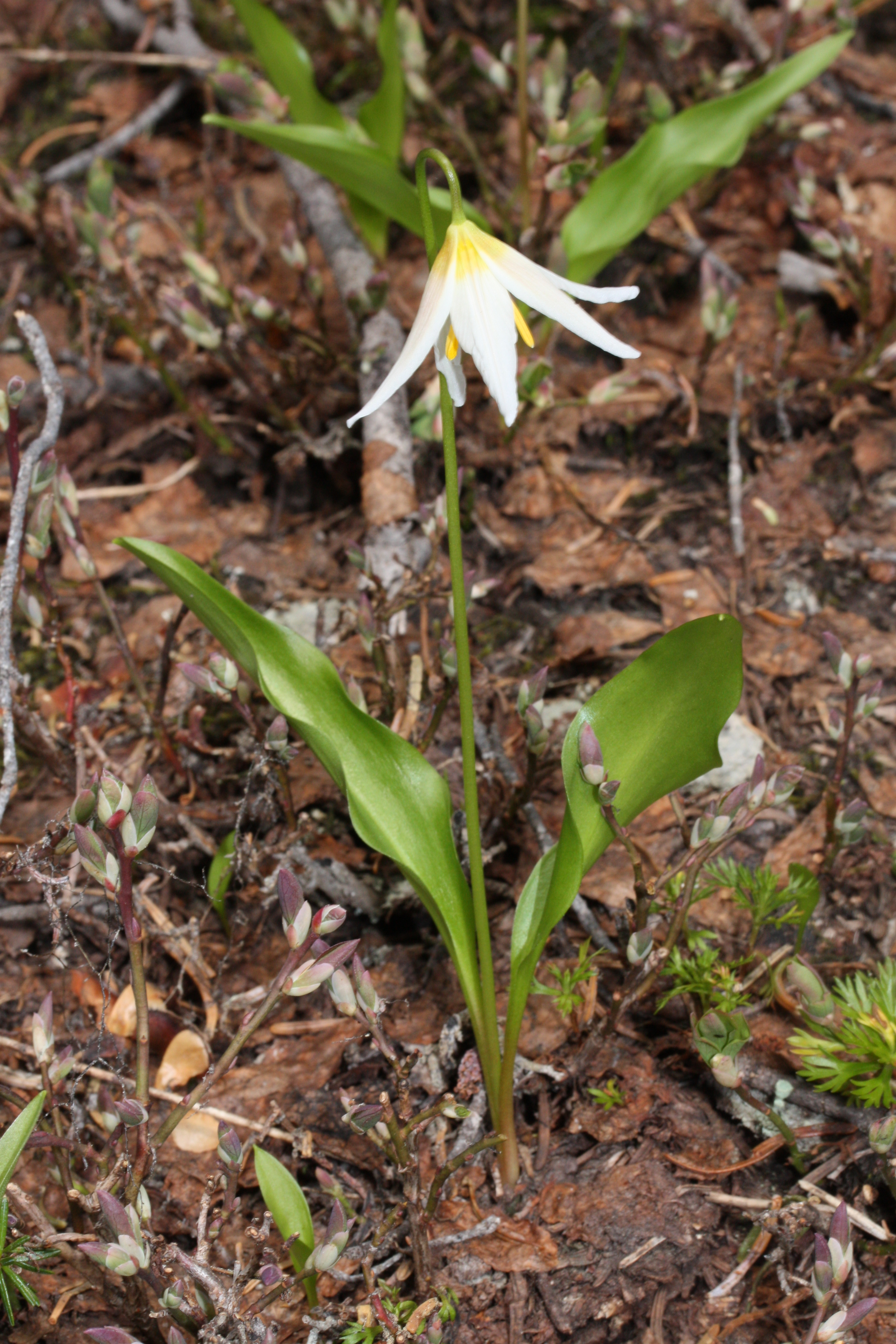
Erythronium montanum
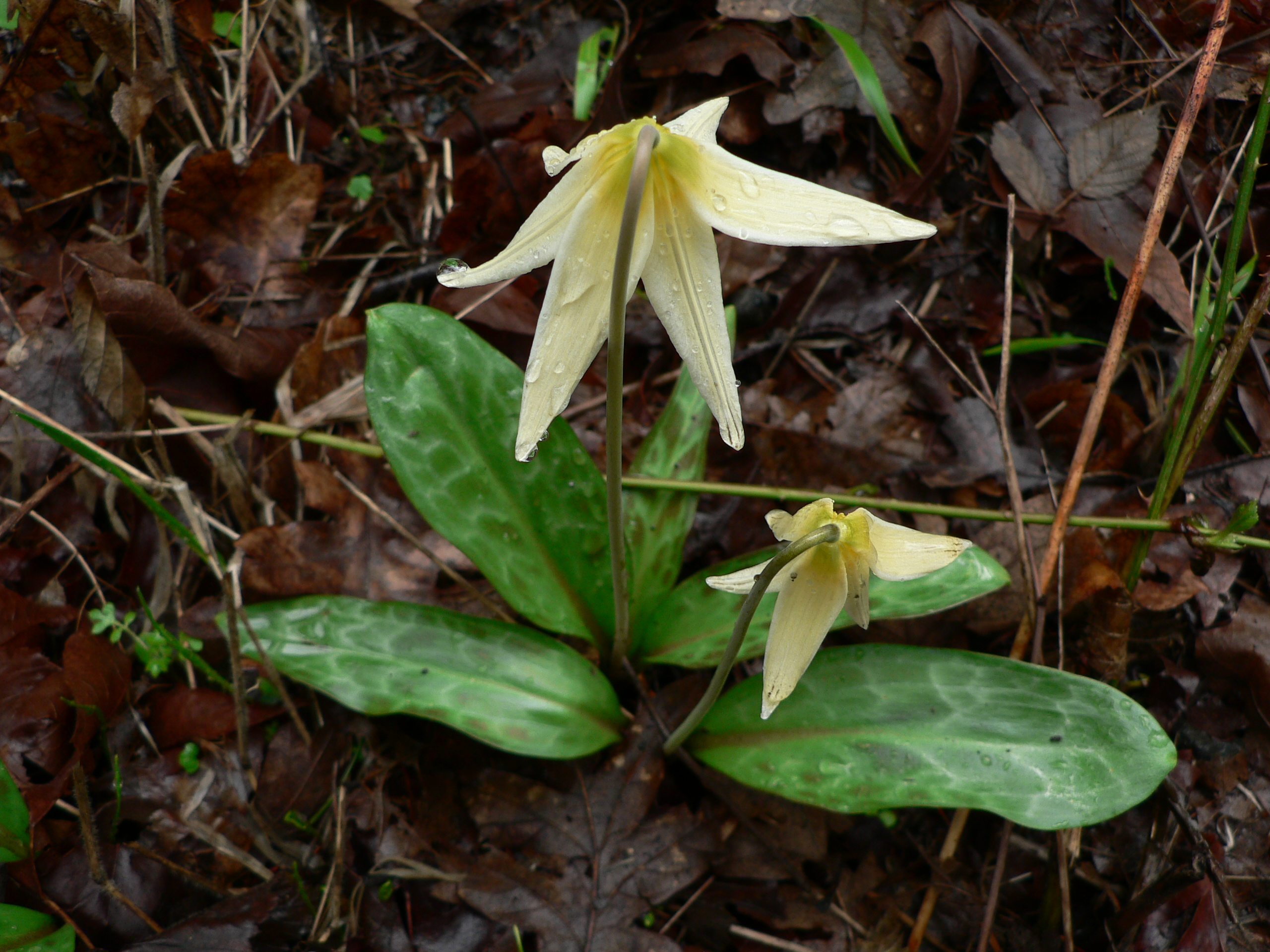
Erythronium oregonum
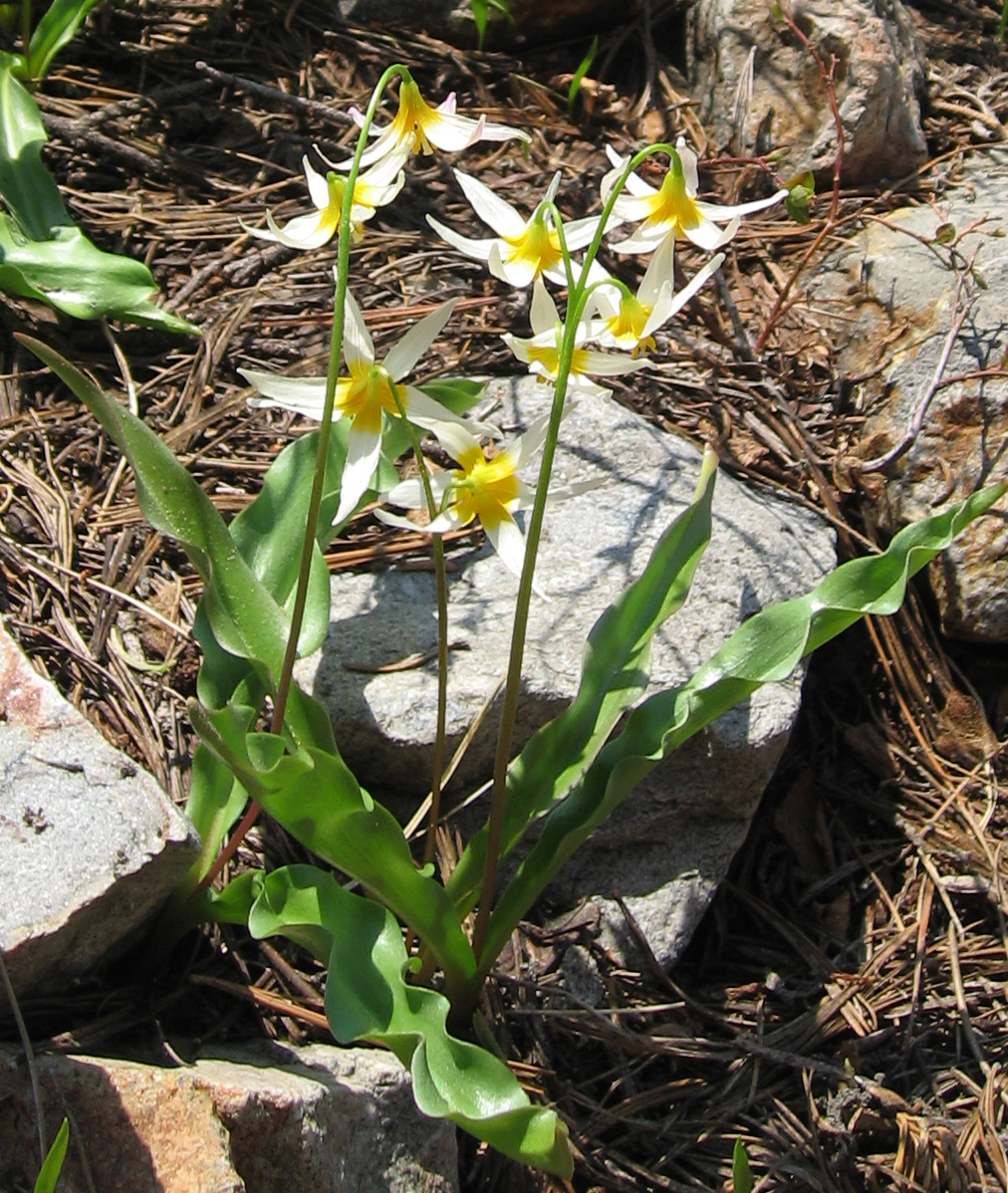
Erythronium purpurascens
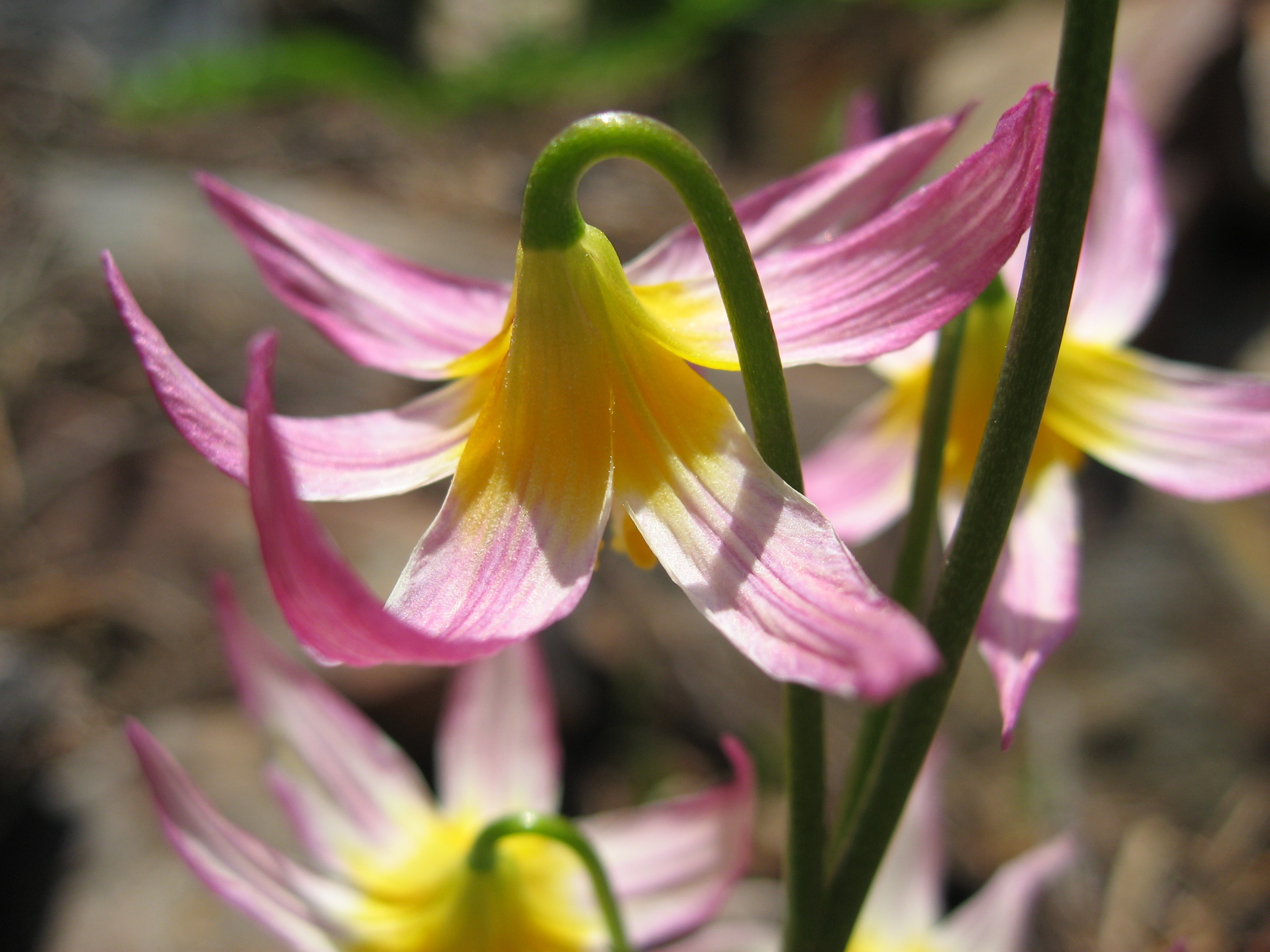
Erythronium purpurascens en fin de floraison
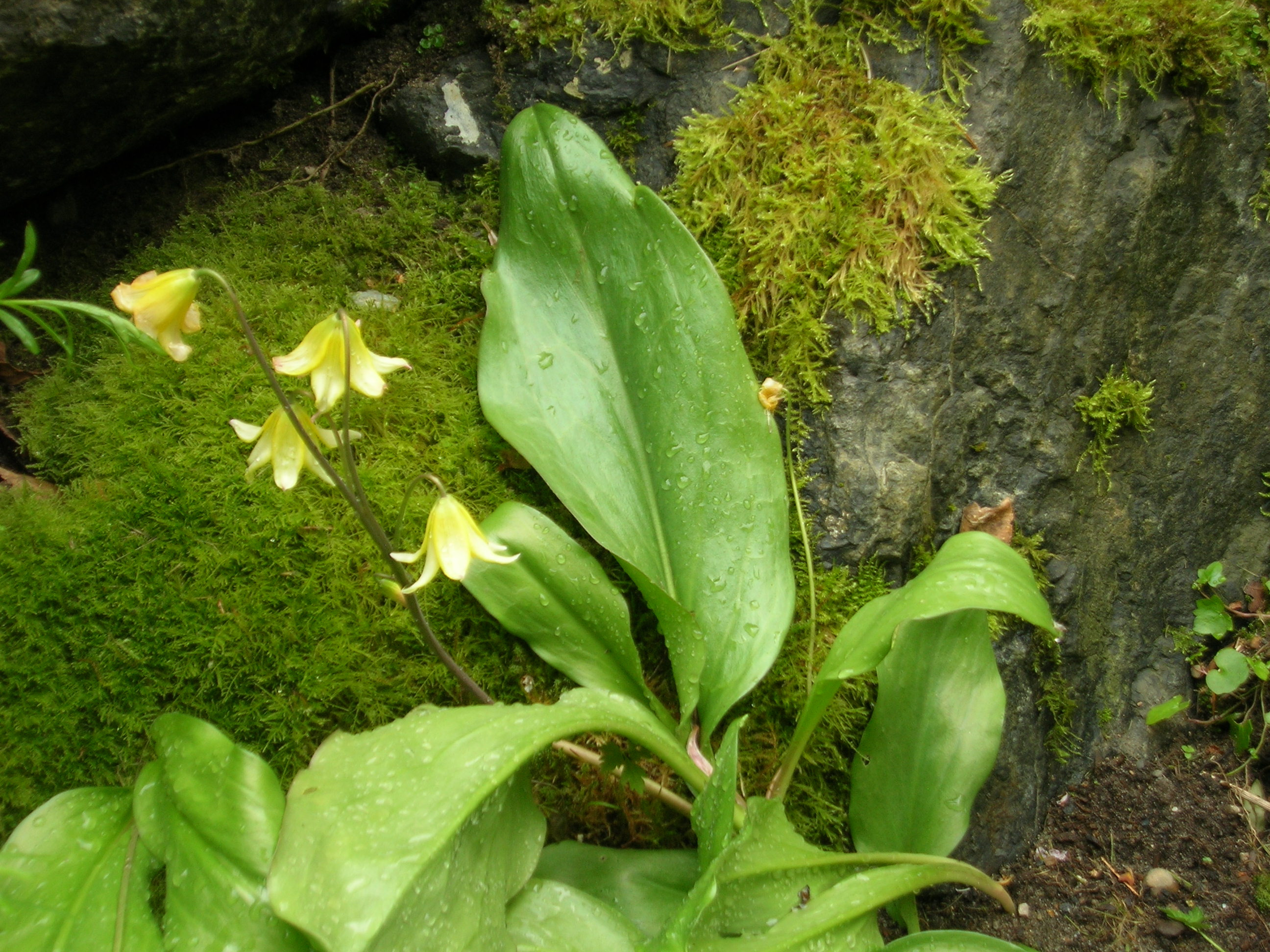
Erythronium tuolumnense
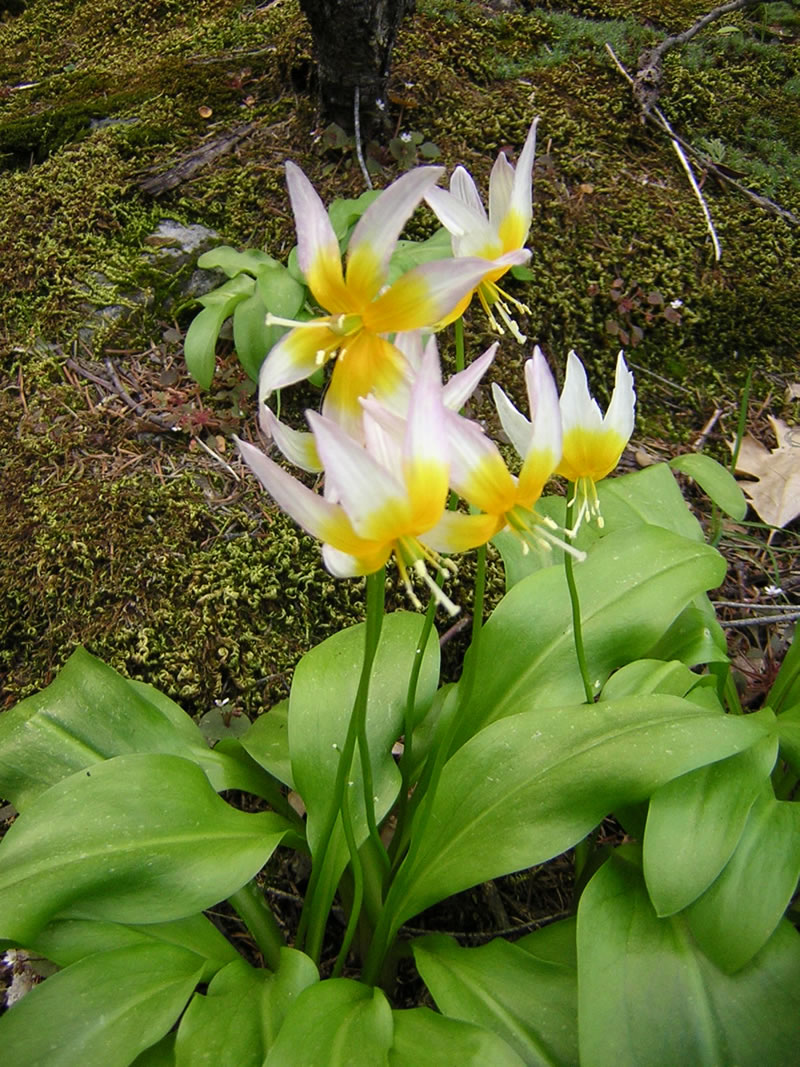
Erythronium taylorii

## Culture
Les bulbes de la plupart des espèces se multiplient lentement et lorsqu’on effectue des semis il faudra 4 à 5 ans pour obtenir les premières fleurs ; c'est la raison pour laquelle les bulbes sont assez coûteux. De par leur petite taille les bulbes se dessèchent facilement et perdent vite leur pouvoir germinatif. Ils doivent être très frais et être plantés immédiatement après leur obtention – entre fin août et début septembre – dans un sol bien drainé et humifère en situation semi-ombragée.
Erythronium dens-canis et les espèces asiatiques apparentées sont les plus faciles à cultiver. Erythronium japonicum est souvent attaqué par les limaces.
Quelques espèces de l’ouest de l'Amérique du Nord sont régulièrement proposées par des bulbiculteurs spécialisés, notamment Erythronium hendersonii et Erythronium revolutum à fleur rose, Erythronium tuolumnense à fleurs jaunes, et Erythronium oregonum et Erythronium californicum à fleurs crème. Les espèces de haute montagne sont difficiles à cultiver.
L’espèce la plus facile de l’est de l'Amérique du Nord est Erythronium umbilicatum. Les autres espèces sont rarement proposées, car elles ne prospèrent pas bien en dehors de leur milieu naturel.

### Quelques cultivars
- Quelques beaux cultivars de Erythronium dens-canis sont ‘Lilac Wonder’ à fleur lilas, ‘Purple King’ à fleur pourprée, ‘Pink Perfection’ à fleur rose vif et ‘Snowflake’, précoce à fleur blanche.
- Erythronium ‘White Beauty’, un robuste cultivar d’origine inconnue – vraisemblablement une forme vigoureuse de Erythronium californicum, très vraisemblablement pas (comme on le croit souvent) de Erythronium revolutum – est facile à cultiver.
- Erythronium ‘Kondo’ à fleurs jaunes et Erythronium ‘Pagoda’ à fleurs jaune clair sont de robustes croisements entre Erythronium tuolumnense et Erythronium ‘White Beauty’.
- Erythronium ‘Jeanette Brickel’ – un hybride décoratif rarement proposé entre Erythronium hendersonii et Erythronium ‘White Beauty’ – a de grandes fleurs roses.

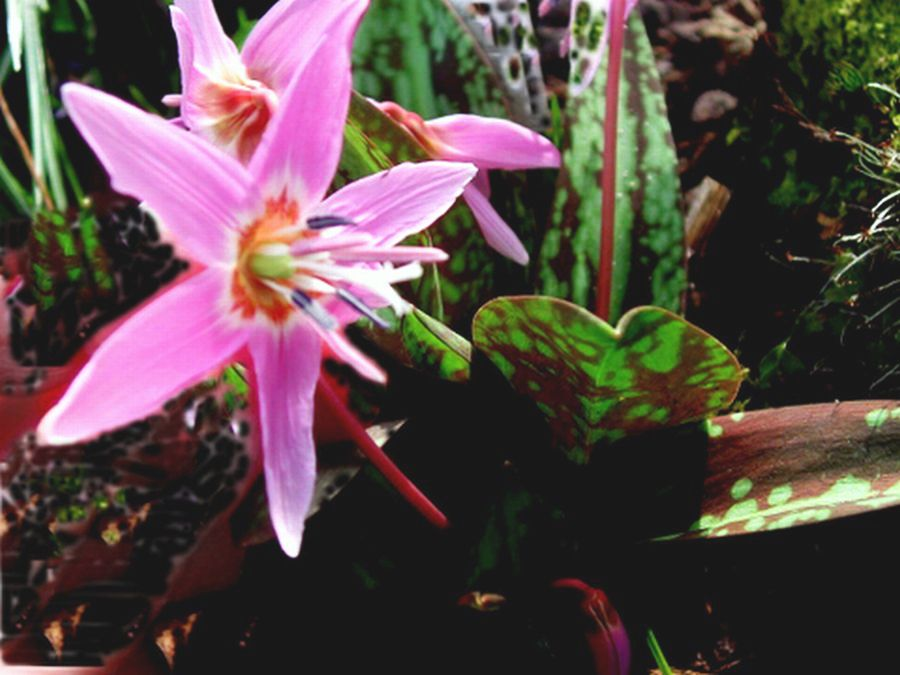
Erythronium dens-canis 'Purple King'
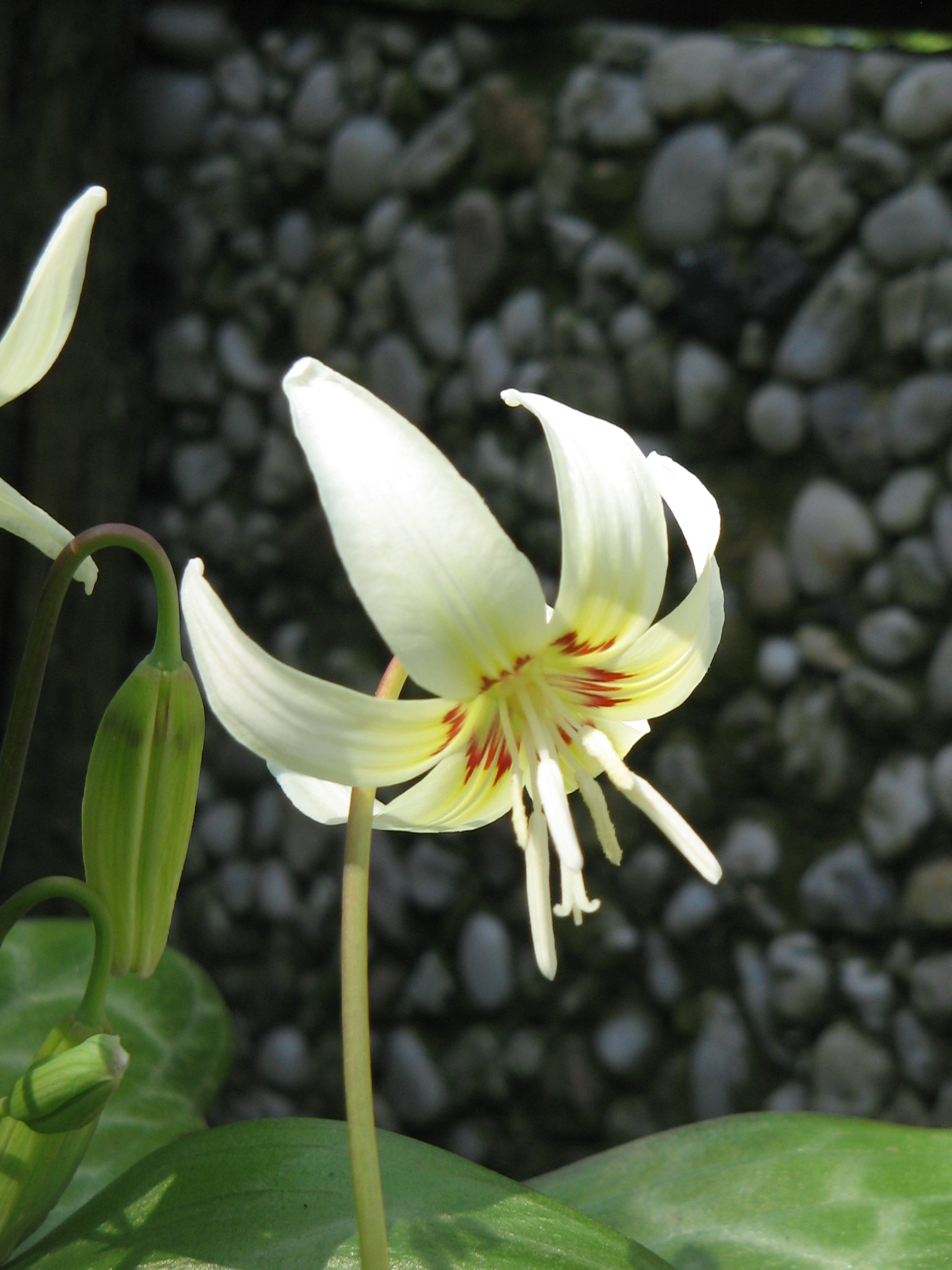
Erythronium 'White Beauty'
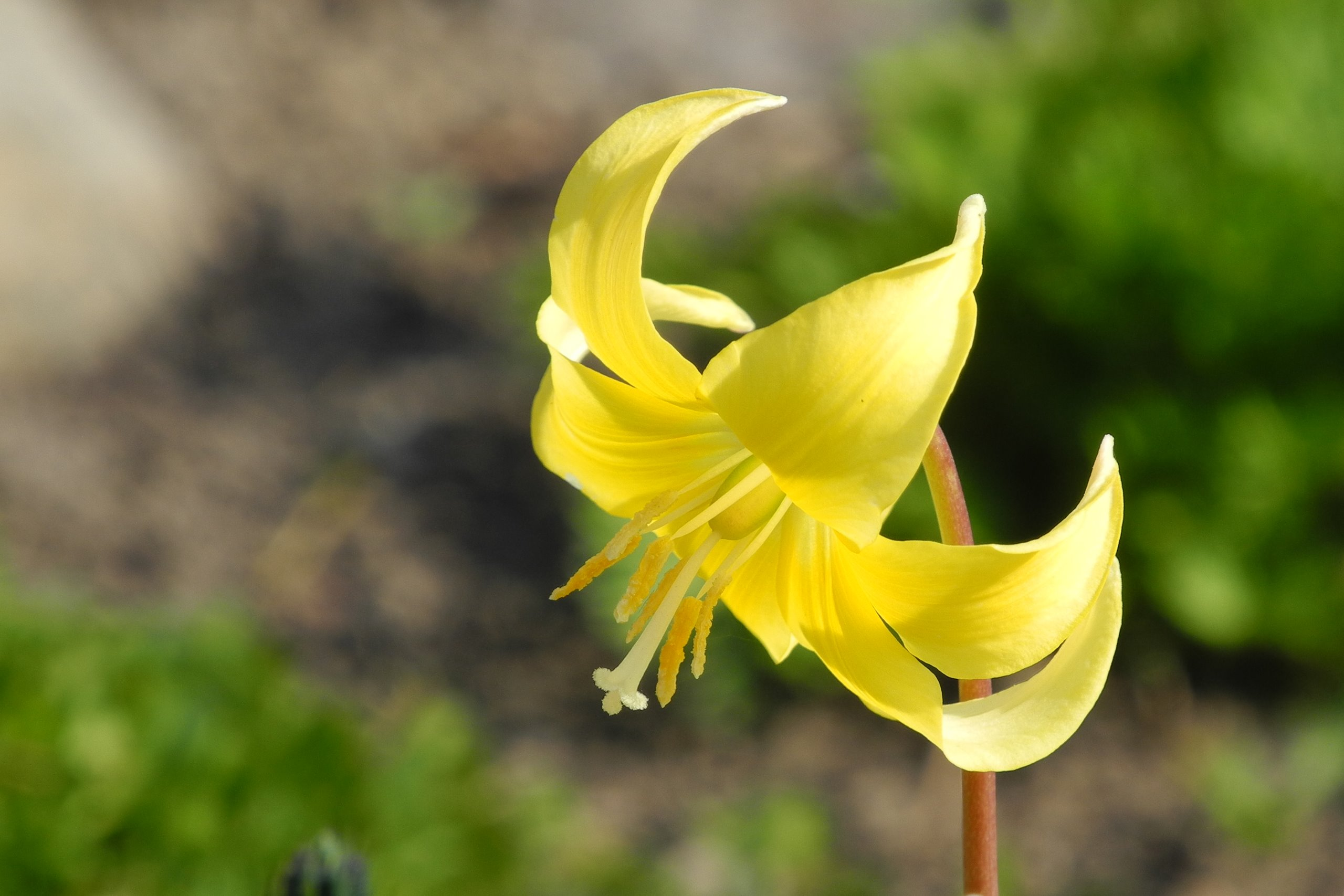
Erythronium 'Kondo'
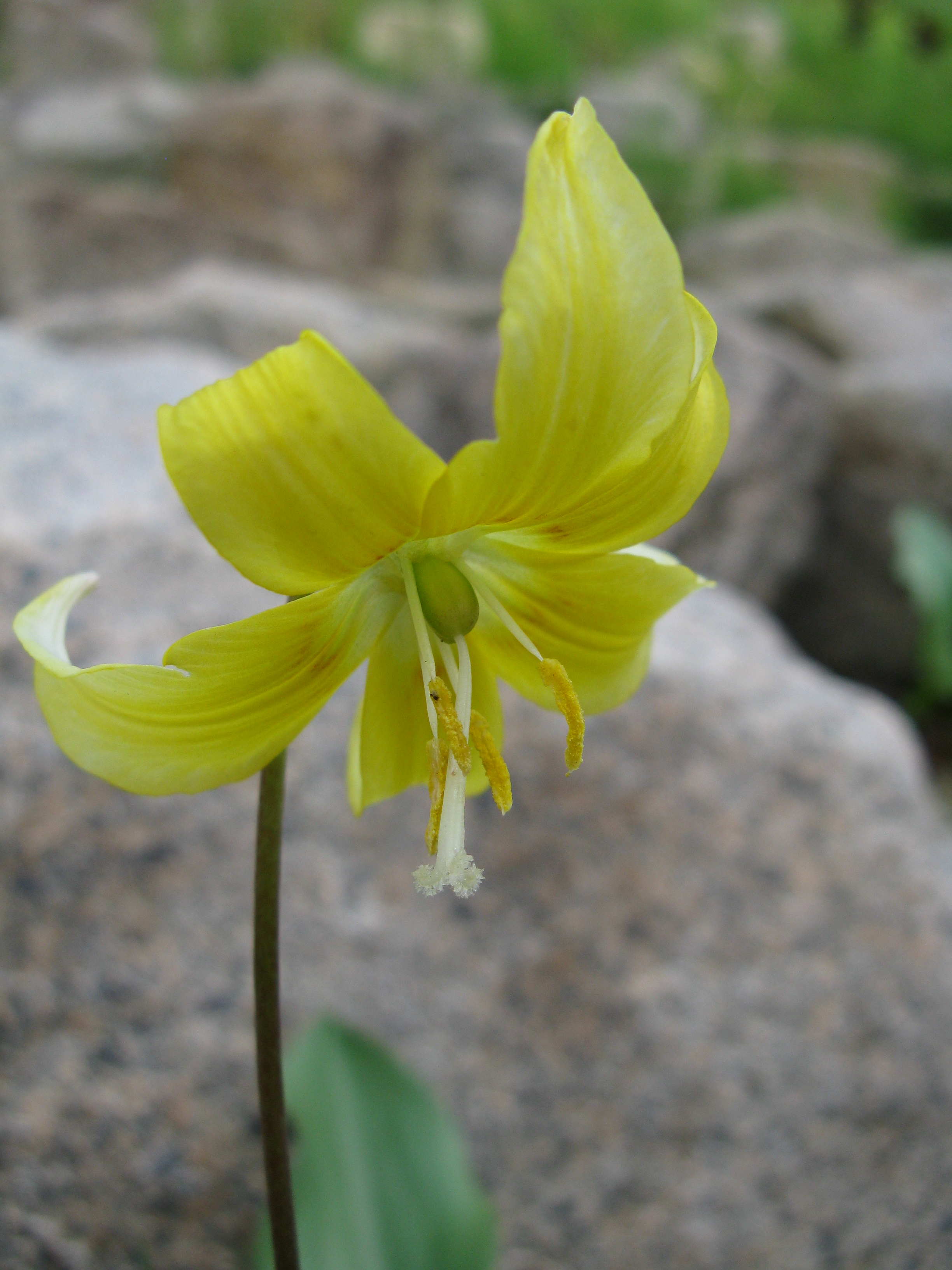
Erythronium 'Pagoda'
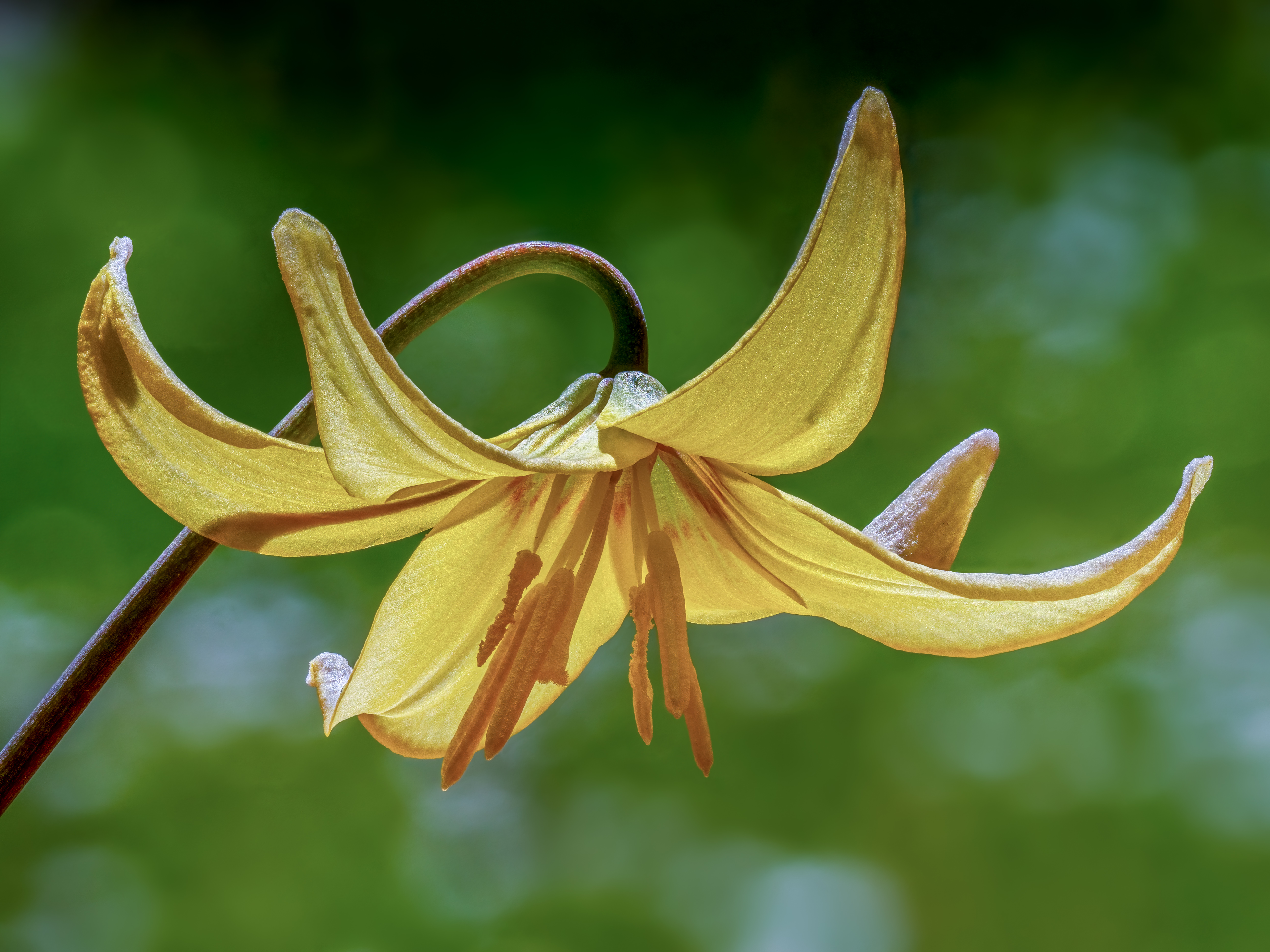
Un autre Erythronium 'Pagoda'

## Usage alimentaire: lekatakuriko
Certains bulbes sont comestibles comme légume-racine, cuit, séché ou moulu en farine. Ainsi, au Japon, le bulbe d'Erythronium japonicum (katakuri en japonais : 片栗) est utilisé pour produire de l'amidon, sous la forme d'une fine poudre blanche et soyeuse. Ce katakuriko était régulièrement utilisé en tant que liant de sauce à l'instar de la Maïzena ou pour accompagner le tempura, essentiellement lorsque la friture doit être rapide afin de ne pas dégrader la garniture. Le katakuriko est aujourd'hui fabriqué à partir de pommes de terre, moins onéreuses et plus disponibles. Chez d'autres espèces le bulbe est toxique (en raison de leur contenu en alcaloïdes).

Les feuilles de certaines espèces peuvent également être mangées, cuites bien que parfois légèrement émétiques. 
Remarque : Les bulbes d'Erythronium sont généralement petits, et leur récolte fait disparaitre la plante ; les feuilles sont généralement peu nombreuses (deux chez certaines espèces) faisant que les cueillir peut tuer la plante.

## Dans la culture populaire
Un personnage de One Piece tient son nom de cette fleur, Charlotte Dent-de-chien.

## Sources
- Leo Jellito & Wilhelm Schacht, Hardy Herbaceous Perennials, Timber press, 1995 –  (ISBN 0-88192-159-9)
- Molly M Grothaus, The Genus Erythronium, pp. 139-150 in: Bulbs of North America, Timber press, 2001 –  (ISBN 0-88192-511-X)
- John E Bryan, Bulbs (revised edition), Timber press, 2002 –  (ISBN 0-88192-529-2)